# 佐藤公俊
佐藤 公俊（さとう きみとし、1973年2月22日 - ）は一般財団法人日本気象協会に所属する気象予報士。

## 略歴
東京都立川市出身。東京都立立川高等学校、明治大学農学部農学科卒業。大学在学中の1994年8月に実施された第1回気象予報士試験で気象予報士の資格を取得。1996年、財団法人日本気象協会に入社。NTTの177天気予報電話サービス、NHKや民放のラジオ番組を経て、2000年から2001年にかけて、日本テレビのNNN24（現・日テレNEWS24）の気象コーナーに出演。2002年よりNHK甲府放送局のローカルニュース枠で「山梨気象歳時記」を担当し、2003年4月からはNHKの全国枠にも出演し、2010年4月から、祝日を除く平日の正午前の気象情報を担当している。
高校時代は高校球児で知られ、OBとして「マスターズ甲子園2012」に出場している。
特技は手話、パントマイム。

## 出演（担当）番組
- 気象情報（全国・関東ローカル）（11:54 - 12:00）（祝日を除く平日）（NHK総合、2010年4月 - ）

## 過去の出演（担当）番組
- NNN24（日本テレビ、2000年 - 2001年）
- ニュースフレッシュ山梨（山梨気象歳時記）（NHK総合（甲府ローカル）、2002年 - 2006年3月）
- Newsまるごと山梨（山梨気象歳時記）（NHK総合（甲府ローカル）、2006年4月 - ）
- 気象情報（正午前）（土日祝）（NHK総合、2003年4月 - 2004年3月）
- 気象情報（正午前）（土日）（NHK総合、2004年4月 - 2007年3月）
- 気象情報（19時前）（土日祝）（NHK総合、2003年4月 - 2004年3月）
- 気象情報（19時前）（土日）（NHK総合、2004年4月 - 2007年3月）
- NHKニュースおはよう日本（平日）（NHK総合、5:52・7:26、2007年4月 - 2008年3月）

※2010年度以降、南利幸（主に休暇時とスケジュールの関係による火曜 - 木曜の土日を挿まない祝日）と檜山靖洋（主に休暇時）が不在時に担当する場合がある。
- 首都圏ニュース845（気象情報（関東ローカル）、2008年4月 - 2010年3月）
- きょうのニュース&スポーツ（気象情報、2008年4月 - 2010年3月）

## 著書
- パーフェクト図解 天気と気象 異常気象のすべてがわかる！（木本昌秀、学研パブリッシング　2013年8月13日）ISBN 978-4-05-405746-3